# 레드미 A1
레드미 A1(Redmi A1)은 샤오미가 디자인, 마케팅, 제조하고 있는 안드로이드 스마트폰이다. 2022년 9월 6일에 발표되었고, 2022년 9월 9일에 출시되었다.